# Baidu
Baidu (chiń. 百度) – najpopularniejsza wyszukiwarka internetowa w Chinach, której udział w miejscowym rynku wynosi 64%. Baidu była popularniejsza niż chińskojęzyczna wersja Google (30,9%). Po wycofaniu się, z powodu cenzury, Google z chińskiego rynku popularność Baidu gwałtownie wzrosła. To także jedna z najczęściej odwiedzanych stron w internecie – w maju 2006 roku została sklasyfikowana przez firmę Alexa Internet jako 4. na świecie, po Yahoo, MSN i Google (w listopadzie 2008 Baidu była na miejscu 11).
Baidu powstała w 2000 roku, a od 5 sierpnia 2005 jest notowana na nowojorskiej giełdzie. Obecnie jest dostępna w języku chińskim i japońskim. Jej wejście na ten drugi rynek w marcu 2007 roku podsyciło spekulacje, że zamierza rzucić wyzwanie globalnemu liderowi: Google. Atutem Baidu ma być duża i rosnąca grupa chińskich internautów, która pod koniec 2006 roku wyniosła 137 milionów.
Rankiem 12 stycznia 2010 r. strona została zaatakowana przez hakerów z irańskiej armii cybernetycznej. Atakujący zmienili rekordy DNS i przekierowali ruch na inną stronę

## Nazwa
Nazwę wyszukiwarki można dosłownie przetłumaczyć jako „sto razy” lub „sto stopni”. Według założycieli pochodzi ona od wiersza ci pióra Xin Qiji, napisanego w XII wieku, w epoce Song (fragment): 
Po stokroć szukałem go w tłumie
Odwróciwszy nagle głowę
Ujrzałem
Pośród migotania czerwonych latarni
众里寻他千百度
蓦然回首
那人却在
灯火阑珊处.

## Usługi
Podobnie jak Google, Baidu nie ogranicza się do prowadzenia wyszukiwarki tekstowej. Na portalu www.baidu.com dostępne są, między innymi, także:
- internetowa encyklopedia Baidu Baike (baike.baidu.com) – chińska Wikipedia była do końca lipca 2008 całkowicie lub częściowo zablokowana
- wyszukiwarka wiadomości w języku chińskim (news.baidu.com)
- wyszukiwarka plików mp3 (mp3.baidu.com)
- wyszukiwarka plików graficznych (image.baidu.com)
- forum internetowe (post.baidu.com)
- społecznościowy portal wiedzy (zhidao.baidu.com) – prowadzony na takiej zasadzie jak typowe forum internetowe: jedni internauci wpisują pytania, inni na nie odpowiadają, a moderatorzy przyporządkowują je do dziedzin
- słownik chińsko-angielski (dict.baidu.com).

Japońska wersja Baidu:
- Baidu.jp – oprócz wyszukiwarki tekstowej dostępna jest także wyszukiwarka plików graficznych.

## Motoryzacja
W marcu 2021 roku chiński koncern motoryzacyjny Geely nawiązał współpracę z Baidu na polu rozwoju zaawansowanych technologicznie samochodów elektrycznych, które na celu miały wyróżnić się rozbudowaną technologią półautonomicznej jazdy. W tym celu powstała spółka joint-venture Jidu Auto, która w czerwcu 2022 przedstawiła pierwsze informacje na temat pierwszego samochodu tego przedsięwzięcia z planami rozpoczęcia produkcji w 2023 - Jidu Robo-01.